# サイファーポール
- ONE PIECE
  - ONE PIECEの用語一覧 > サイファーポール
  - ONE PIECEの登場人物一覧 > サイファーポール

サイファーポール（Cipher Pol, 略称：CP）は、漫画『ONE PIECE』に登場する架空の諜報機関。
担当声優はテレビアニメ版での配役。

## 概要
世界政府の諜報機関。政府の指令により、スパイ行為であらゆる情報を探り出す。世界の8か所に拠点を置き、「CP1」（サイファーポールNo.1）から「CP8」（サイファーポールNo.8）までの8つの組織がある。数が大きくなるほど重要な任務を任される。実際にはこの他に、一般市民に存在を知られていない「CP9」、世界貴族（天竜人）直属の最上級機関である「CP-0」が存在する。CP-0を除き、諜報員の衣服は黒で統一されている。
CP9（シーピーナイン）
世界政府直下暗躍諜報機関「サイファーポールNo.9」。存在が秘匿されていた9番目のサイファーポール。「闇の正義」の名の下に、世界政府から非協力的な市民の「殺し」を許可されている。司法の島エニエス・ロビーの司法の塔に拠点を置く。
基本的に全員が「六式」（指銃・嵐脚・剃・鉄塊・月歩・紙絵）という超人的体術を会得しており、並外れた戦闘力を持ち合わせている。互いの体技の力量を「道力（ドウリキ）」という単位で表しており、武器を持った衛兵一人の強さを10道力に換算して使っている。スパンダム曰く、500道力を越した時点で十分に超人とみなされるとのこと。
長官スパンダムの下に、諜報部員7人が所属する（新人のネロを除く）。この内、ロブ・ルッチ、カク、カリファ、ブルーノの4人は古代兵器「プルトン」の設計図を入手するため5年間ウォーターセブンで諜報活動を行っていた。任務完了後はロビンとフランキーをエニエス・ロビーに連行し、彼女らを取り返しに来た麦わらの一味をメンバー総出で迎え撃つが、激戦の末に全滅し、組織は崩壊する。その後の様子は表紙連載『CP9の任務外報告』で描かれた。新世界編では、7人全員がCP-0へと移籍している。
22年前のオハラへのバスターコールの一件では、長官スパンダインの他2名の所属員が登場している。
CP-0（シーピーゼロ）
正式名称「サイファーポール〝イージス〟ゼロ」。サイファーポールの最上級機関であり、世界最強の諜報機関。世界貴族（天竜人）直属の組織。
他のサイファーポールを遥かに凌ぐ権力と実力を持つ。時に海軍や五老星ですら把握できない越権行為を行うため、海軍元帥サカズキからは「天竜人の傀儡」と揶揄されている。CP-0が動く時は歴史的な大事件が起きる予兆とされている。メンバーは白いスーツを着用しており、中でも仮面をつけた諜報部員は「仮面の殺し屋」と呼ばれ、より特殊な任務を任される。
ドレスローザ編では、元天竜人ドフラミンゴの指示で世界中にドフラミンゴの七武海脱退の誤報を流した。
ワノ国編では、隠れ蓑だった仲買人（ブローカー）であるドフラミンゴがいなくなったことで、将軍オロチに直接武器取引の交渉をするべく花の都を訪れる。鬼ヶ島での決戦では、五老星からロビンの捕獲とルフィの抹殺を命じられたが、全て失敗に終わった。
エッグヘッド編では、7人のベガパンク抹殺を命じられ、ルッチ、カク、ステューシーの3人がエッグヘッドに派遣される。

## 人物

### CP-0

#### 元CP9のメンバー
ロブ・ルッチ
声 - 関智一
CP9諜報部員→CP-0諜報部員。元ガレーラカンパニー1番ドック木びき・木釘職職長。道力4000。
「偉大なる航路」グアンハオ出身。28歳→30歳。誕生日は6月2日（ロブ=6、2）。身長212cm。ふたご座。血液型XF型。好きな食べ物はブランデー。嫌いな食べ物はスパム。イメージ花はルドベキア。イメージ職業はハトのブリーダー。好きな季節は冬島の冬。
常に冷静沈着で、CP9の「闇の正義」に基づき行動し、任務遂行のためならいかなる犠牲も躊躇わない冷酷な性格。弱いことを「罪」とする考えを持つ。「必要悪」を自らの正義として掲げる。地位や権力には興味がなく、血を見ることを何よりも好み、「殺しが正当化される」という理由でCP9に在籍している快楽殺人鬼。上司のスパンダムに対しては基本忠実ではあるが、政府が認めた「長官の命令」として割り切っているだけで、内心では彼を完全に見下しており、上下関係が逆転したCP-0では彼を小間使いのように扱っている。CP9時代は、実質的なリーダー格だった。天竜人に従う立場ではあるものの、たとえ彼らが負傷しても天竜人同士の争いには介入しない。自分を倒したルフィに対しては執念深く、彼を四皇とは認めていない様子。エッグヘッド編では、同僚のカクを陰で「相棒」と呼び、五老星に彼の助命を懇願する一面を見せた。シルクハットを被っており、肩には常に鳩のハットリを乗せている。新世界編では、振り子のように揺れる特徴的な顎ひげを生やしている。ルフィには「ハトの奴」と呼ばれている。給仕のギャサリンからは片想いされている。
動物系悪魔の実「ネコネコの実 モデル"豹（レオパルド）"」の能力者。CP9最高の道力値4000という体技の実力を持ち、六式の最終奥義「六王銃」を唯一使える。またクマドリ同様「生命帰還」を使うことができ、通常は大柄となる人獣型の姿を普通の人間の大きさに縮めることができる。人獣型では豹ならではの鋭い爪や強靭な尾や足に六式を組み合わせて攻撃し、獣型では鋭い牙を攻撃手段とする。新世界編では、覇気を修得している。エッグヘッド編では、能力が覚醒している。覚醒フォルムはより細身の豹に近い姿になり、黒く禍々しい雲のような形状の羽衣を体に纏っている。
幼少期より政府の英才教育を受け、13歳までにCP9に所属する。ある王国で500人の兵士が海賊に捕まる事件が起こった際世界政府より派遣され、「海賊に簡単に捕まり国を守れないような弱い兵士達は生きている資格がない」という理由で人質の兵士全員を皆殺しにした。その際、海賊の船長の怒りを買い、砲撃を浴びて背中に世界政府のマークに似た5つの傷を負うが、船長の首を取り、一件を治めた。その実力から「闇の正義」を天職とするCP9でも歴代最強の冷酷な「殺戮兵器」と称されており、海軍上層部やバーソロミュー・くまからも高い評価を得ている。
7年前、古代兵器「プルトン」の設計図を入手するべく、カクらと共にウォーターセブンに潜入。潜伏中は地声で喋らず、ハットリを使った腹話術で喋っていた。ガレーラの屋敷で正体を明かし、アイスバーグを尋問する。さらに屋敷に乗り込んできたルフィ達を「六式」で退け、ロビンとフランキーをエニエス・ロビーに連行する。
エニエス・ロビーでは当初スパンダムから護衛に指名され、途中でロビンを追って来たルフィと対峙する。激しい死闘を繰り広げ、「ギア2」「ギア3」を駆使したルフィを後一歩まで追い詰めたが、ウソップの声援により再び立ち上がったルフィ渾身の「ゴムゴムのJET銃乱打」を受けて敗北した。
その後が描かれた表紙連載『CP9の任務外報告』では、ルフィとの戦いによるダメージで意識不明となっていたが、ブルーノらに助けられエニエス・ロビーから脱出。その後、たどり着いたセント・ポプラでの治療の結果、意識を取り戻し退院する。その際、セントポプラを襲撃したキャンディー海賊団を仲間達と迎え撃つも、自身の過剰なる制圧により町民達から恐れられる結果となり、キャンディー海賊団の海賊船で幼少期に修業した故郷に帰還する。スパンダムが差し向けた海軍の追手を退けると、電伝虫で「いずれ必ず戻ります」とスパンダムに報告し、船で何処かに消えた。
新世界編では、CP-0の一員になっている。ドレスローザ編ではドレスローザに赴き、ドンキホーテファミリーの密売のリストを回収しようとしたが、先に革命軍に盗まれ入手に失敗する。この時は素顔が伏せられていたが、劇場版『GOLD』への登場に伴い、新世界編の姿が明かされた。
世界会議編では、チャルロス聖からしらほしを取り返そうとしたレオとサイを妨害した。ワノ国編では、鬼ヶ島にいるゲルニカにロビンの連行を指示する。
エッグヘッド編では、ベガパンク抹殺の指令を受け、カクやステューシーと共にエッグヘッドに上陸。「猫」アトラスを難なく下し、さらに戦桃丸を倒してセラフィムの指揮権を手に入れる。そこでルフィと偶然居合わせ、覚醒した能力で挑むが、「ギア5」に翻弄され逃げられてしまう。その後もセラフィムを率いてベガパンクを狙うも、ステューシーの突然の裏切りに遭い、カクと共に拘束される。目を覚ますと、寝返ったセラフィムのS-ホーク、S-ベアと戦うために、一時的にルフィやゾロと手を組み、セラフィムを制圧する。以降は黄猿に自分が持つ情報を流し続け、黄猿がエッグヘッドに上陸すると、ベガパンクを抹殺しようとし、それを阻止したゾロと交戦。脱出を目指すゾロをしばらく足止めしたが、サンジの言葉に腹を立てたゾロの「虎虎婆　彪狩り」を食らう。それでも意識は失わず、ゾロが去った直後に現れたマーズ聖に島内の状況を報告した。
劇場版『GOLD』では、テゾーロからの天上金警護のため、海軍の軍艦10隻を率いて、グラン・テゾーロに赴く。ルフィと交戦中のテゾーロに対し一斉砲撃を指示するも、革命軍のサボに妨害される。サボと交戦したが、ルフィがテゾーロを倒すと互いに手を引き、テゾーロの拘束を指示した。
劇場版『STAMPEDE』では、ダグラス・バレットが所有するラフテルへの「永久指針」を奪うため、海賊万博に潜入。ルフィ達とバレットの戦いでは近くから様子を窺い、ロー達の攻撃に乗じて大型バレットの右腕を嵐脚で斬り落とす。隙を見て「永久指針」を狙うもサンジに阻止され、バレット討伐後、目の前でルフィに破壊され入手に失敗した。
作者によると、ウォーターセブン編の開始当初は誰を敵にするか決めておらず、ルッチも初登場時点では諜報部員の設定はなかったという。
技一覧
六式
指銃「黄蓮（オウレン）」
片手を後ろに構えると同時に、もう一方の片手で連射する「指銃」。
飛ぶ指銃「撥（バチ）」
人獣型で、鋭い人差し指の爪の先から空気の塊を弾き飛ばす。 
飛ぶ指銃「三撥（ミツバチ）」
アニメオリジナル。「撥」の3連射。
飛ぶ指銃「火撥（ヒバチ）」
アニメオリジナル。人差し指の爪の先に発生させた炎の塊を弾き飛ばす。
指銃「斑（マダラ）」
両手で連射する「指銃」。
手銃（シュガン）
片手の五指による貫手で繰り出す「指銃」。覚醒フォルムでは敵に防御の隙も与えないほどの速度で放たれる。
手銃「黄蓮（オウレン）」
両手で連射する「手銃」。
手銃「斑（マダラ）」
両手で連射する「手銃」。
嵐脚「豹尾（ヒョウビ）」
人獣型で放つ、螺旋を描いて飛ぶ「嵐脚」。
嵐脚「凱鳥（ガイチョウ）」
羽を広げた鳥のような「嵐脚」。鉄の外板に切れ込みを入れる威力。
剃刀（カミソリ）
鋭い軌道で空を走る、「剃」と「月歩」の複合技。急な方向転換も出来るため、続く技の軌道を相手に読ませない。
鉄塊「空木（うつぎ）」
「鉄塊」によるカウンター。常人ならば拳が割れる。
六王銃（ロクオウガン）
六式を極限以上に極めた者が使える、六式最終奥義。両手の握り拳を相手に当て、衝撃を送り込む。その威力は「衝撃貝（インパクトダイアル）」の数倍に及ぶ。 
最大輪「六・王・銃」
「生命帰還」を解除し、相手が逃げられないように尻尾で掴み、フルパワーで放つ「六王銃」。
生命帰還
紙絵武身（カミエブシン）
「生命帰還」を使い、筋肉を収縮させて体を軽くする。
ハットリ
声 - 関智一
ルッチのペットの鳩。ネクタイをつけている。18歳→20歳。誕生日は8月10日。身長25cm。しし座。好きな食べ物は豆。嫌いな食べ物は米。
スパンダム
声 - 小野坂昌也
CP9司令長官→CP-0長官。元CP5主官。道力9。
「偉大なる航路」出身。39歳→41歳。誕生日は3月11日。身長192cm。うお座。血液型XF型。好物はウイスキー、高級ビーフステーキ。
出世のためなら卑怯な手段も厭わない外道な小悪党。同じくCP9の長官であった父・スパンダインの親の七光りで色々なコネを持っており、それを笠に着て威張り散らしているため、CP9メンバーからの人望は皆無だった。後述の司法船襲撃の際、フランキーに猟銃で顔面を殴られ重傷を負い、現在は顔の一部に皮製のギプスのような物を装着しており、彼を逆恨みしている。身体能力は一般兵以下だが、かなり打たれ強い。フランキーからの呼び名は「スパンダ」。
CP5主官だった10年前、古代兵器プルトンを復活させ、政府の戦力にすべきだと五老星に進言。船大工トムからその設計図を入手するために、フランキーがそれまでに造った戦艦「バトルフランキー号」を悪用し、司法船を襲撃。さらにトムズワーカーズにその濡れ衣を着せ、トムを逮捕した。しかし、トムが事前に設計図を弟子のアイスバーグに託していたため、設計図入手には失敗した。父からCP9長官の地位を譲り受けた後も、設計図を狙いルッチらをウォーターセブンに送り込むが、アイスバーグが船大工として世界政府御用達の地位を確立したことで、長年手出しできないでいた。
大将青雉からバスターコールの権限を貸し与えられると、CP9を指揮し古代兵器を入手するために暗躍。ロビンとフランキーを手中に収めることに成功するが、フランキーにプルトンの設計図を燃やされてしまう。さらにロビンを連行する際、ルフィが追ってきたことに動揺し、誤ってエニエス・ロビーへバスターコールを発動させてしまう。必死に抵抗するロビンを虐げ、正義の門を通過しようとしたが、そげキング（ウソップ）の狙撃と駆けつけたフランキーに阻止され、解放されたロビンの反撃に遭い、フランキーによってファンクフリードの下敷きにされる。CP9が全滅した後もなお、メリー号で逃走するルフィ達を抹殺しようと「青雉からの言付かり」と偽って海軍に命令したが、サンジの機転とルフィ達の奮闘によって阻まれた挙句、最後はロビンの「クラッチ」で成敗された。
表紙連載『CP9の任務外報告』では、フランキーとロビンから受けた傷が未だに完治しておらず、病院の集中治療室にいた。自己保身の為に他のメンバー全員に失態を押し付けた上で海軍の追っ手を差し向けるなど、父と共にルッチらの抹殺を企てようとしていた。
新世界編ではCP-0長官に就任する。しかし病床に伏した父の権力が弱まり、ルッチとの上下関係は逆転してしまった。ルッチを「ダンナ」と呼び、表向きは従順な態度をとっているが、内心では父の病気を完治させて復権するチャンスを狙っている。
劇場版『GOLD』では、テゾーロからの天上金警護のため、グラン・テゾーロに赴く。そこでタナカさんから、麦わらの一味が来ていることを教えられ、かつて手痛い目に遭わされた一味への復讐を企む。テゾーロの攻撃で街中まで吹き飛ばされたルフィの隙を突き、海楼石製の特製トゲチェーンで拘束し始末しようとしたが、街で働く少年・リッカに阻まれてしまい、ルフィのパンチ一撃で倒された。
技一覧
象牙突進（アイボリーダート）
ファンクフリードを相手に突進させる。
エレファントチョップ
鼻を剣に変えたファンクフリードで切りつける。
ファンクフリード
声 - 福原耕平
スパンダムの剣。動物系悪魔の実「ゾウゾウの実」を食べた「象剣」。
誕生日は4月28日。おうし座。好物はバナナ。
象剣状態では、鼻が剣に変わる。CP9のメンバーと違い、スパンダムに対しては比較的従順。
エニエス・ロビー編では、ためらいの橋でロビンに襲い掛かるが、フランキーに阻止され倒された。
カク
声 - 置鮎龍太郎
CP9諜報部員→CP-0諜報部員。元ガレーラカンパニー1番ドック大工職職長。道力2200。
「東の海」出身。23歳→25歳。誕生日は8月7日（はな→8・7）。身長193cm。しし座。血液型X型。好物はバナナ、カステラ。
角張った長い鼻をした男。その鼻の長さの一点張りで一味メンバーからもウソップと勘違いされていた。常にキャップを被っている。語尾に「じゃ」が付くなど、年齢に似合わぬ老人のような話し方が特徴。言動は冷静だが、能力者となってからはコミカルな面が目立つようになった。CP-0としては、顎ひげのついたタコのような仮面を被る。
動物系悪魔の実「ウシウシの実 モデル"麒麟（ジラフ）"」の能力者。人獣型は長い首に太くなった長鼻が目立つ不格好な姿で、ジャブラやウソップから嘲笑された。ゾロとの戦闘では、最初こそ変身の制御に不慣れだったが、機転を利かせ首を縮める、手足が伸びるといったキリンとは思えない能力を発揮してみせた。エッグヘッド編では能力が覚醒したのか、黒い雲のような形状の羽衣を体に纏っている。逆手に持った2本の刀を使う剣士で、剣術の腕はCP9随一の実力を誇る。刀に加えて両足の「嵐脚」を駆使する「四刀」使い。
ウォーターセブンでの潜伏任務中は、町を自由に走る身体能力の高さから市民には「山風」の異名をつけられ、フランキーからは「山ザル」と呼ばれていた。船大工としての腕は確かで、メリー号が航海不能な状態であると査定した。ガレーラの屋敷を襲撃した際には抵抗したパウリーを返り討ちにし、ゾロにも「指銃」で深手を負わせた。その後、橋の下倉庫でフランキーとウソップを捕らえ、修復不能のままウソップが保管していたメリー号を海に廃棄した。
エニエス・ロビーでは、決戦直前に悪魔の実を食べ、能力者となる。ゾロと再戦し、新たに得たキリンの力を使い渡り合うが、ゾロの新技「阿修羅 弌武銀」の前に敗北。海楼石の鍵を差し出し、力尽きた。
表紙連載『CP9の任務外報告』では、ルッチと同様気を失った状態で救出されエニエス・ロビーから脱出。セント･ポプラ到着後に意識を取り戻し、キリンの体をすべり台として用い、フクロウと共にルッチの医療費稼ぎをした。
新世界編ではCP-0に所属しており、ドレスローザ編と世界会議編に登場。エッグヘッド編では、ベガパンク抹殺任務中にサニー号を破壊しようとするもゾロに阻まれ、2年ぶりにゾロと交戦する。しかし、突如ステューシーの裏切りに遭って意識を失い、拘束される。目を覚ますと、寝返ったセラフィムのS-ホークとS-ベアに対抗するために一時的にルフィやゾロと手を組み、負傷しつつもセラフィム達を制圧。しかし、ルッチの行動を危険視したサンジによってバブルガンで拘束される。そのまま「研究層」に取り残されていたが、ステューシーによって逃がされた。
技一覧
六式
鼻銃（ビガン）
人獣型の鼻で放つ「指銃」。岩に穴を開けるほどの威力がある。
極・鼻銃「麒麟マン射櫓 （キリマンジャロ）」
首を縮めた「キリン砲台」から撃ち出す究極の「鼻銃」。
麒麟マン蛇回転（キリマンジャイロ）
首をうねるように回転させながら放つ「麒麟マン射櫓」の強化版。
猛竹林（もうちキリン）
「鼻銃」の連続攻撃。
嵐脚「白雷（はくらい）」
上方から撃ち落す「嵐脚」。
嵐脚「乱（らん）」
上空から「嵐脚」を乱れ撃つ。
嵐脚「周断（あまねだち）」
人獣型への変形によるリーチと重量の増大、そしてこれによる遠心力を利用して放つ最強の「嵐脚」。斬撃は同心円状で、司法の塔を上下真っ二つにするほどの威力。エッグヘッド編では人型でも放てるようになった。
嵐脚「線（せん）」
一直線に走る「嵐脚」。
嵐脚「麒麟時雨（キリしぐれ）」
後述の「無死角」状態で手足を上下にシャカシャカと振って「嵐脚」を天井に向かって乱れ撃ちし、天井から跳ね返ってきた斬撃の礫を降らせる。ゾロが二刀使っても受けきれない量の斬撃で、自分に降りかかる分は「鉄塊」で防ぐ。
嵐脚「龍断（ロウダン）」
両足で縦に放つ「嵐脚」。
嵐脚「ネジ白刃（ネジはくじん）」
体を回転させながら放つ「嵐脚」。斬撃は螺旋状。
嵐脚手裏剣
手裏剣状の「嵐脚」を乱れ撃つ。
鉄塊「無死角（ムシカク）」
「鉄塊」状態で体を折りたたんで四角にする。
鎌麒麟
人獣型の首で相手を薙ぎ払う。
パスタマシン
首を縮めすぎると何故か手足が伸びてしまったことで命名。邪魔な首をしまい、手足のリーチが長くなる。
鞭竹林（へんちキリン）
首を鞭のように相手に叩きつける連続攻撃。
逆鱗（げキリン）
「嵐脚」と二刀を使った四刀攻撃。相手を一方的に攻め続ける。
ブルーノ
声 - 佐々木誠二
CP9諜報部員→CP-0諜報部員。道力820。
「北の海」出身。30歳→32歳。誕生日は4月20日。身長258cm。おうし座。血液型X型。好物はミルクシェイク。
牛の角のような髪型をした大柄な男。冷静かつ寡黙な性格で、感情を表に出すことは少ない。
超人系悪魔の実「ドアドアの実」の能力者。隔てるものをドアに変えられる「ドア人間」。人体や大気にもドアを作り出すことができる。走行中の列車を絡ませたムチで強引に引き戻すほどの腕力を持つ。
ウォーターセブンでは、ガレーラカンパニーに直接潜入した3人とは違い、中心街の酒場の店主として諜報活動を行っていた。ロビンと最初に接触し、アイスバーグを襲撃した。ガレーラの屋敷を襲撃した際は、タイルストンを圧倒した。
エニエス・ロビーでは衛兵の被害数が少なすぎる事に疑問を感じ、裁判所屋上でルフィと対峙する。最初は互角に渡り合ったが、「ギア2」でパワーアップしたルフィには歯が立たず「ゴムゴムのJETバズーカ」を受けて気を失い、六式使いの中で最初に敗北した。
表紙連載『CP9の任務外報告』では、倒れた仲間達を能力でバスターコールから救いだす。セントポプラでは、ルッチのためにジャブラと医療費興行を行った。
新世界編ではCP-0の一員になっており、劇場版『RED』では原作に先駆けて登場した。ウタのライブに潜入していたが、ウタの能力によってマスコットのような姿の「ミニブルーノ」（声 - 渡辺久美子）となってしまう。
技一覧
六式
鉄塊「輪（りん）」
「鉄塊」状態で両足を一直線に伸ばし、側転しながら攻撃する。
鉄塊「砕（さい）」
「鉄塊」状態で相手を殴りつける。
鉄塊「剛（ごう）」
最強強度の「鉄塊」。
ドアドアの実
空気開扉（エアドア）
「ドアドアの実」の真骨頂。大気の壁にドアを作り出し、内部の異空間を通って移動する。劇場版『RED』では能力の使い過ぎで体力切れになる描写がある。
回転ドア
触れたものに回転ドアを作る。閉めると元通りになる。
カリファ
声 - 進藤尚美
CP9諜報部員→CP-0諜報部員。元アイスバーグの秘書。道力630。
「偉大なる航路」出身。25歳→27歳。誕生日は4月23日（秘書の日）。身長185cm。スリーサイズはB93（Gカップ）・W61・H92。おうし座。血液型XF型。好物はラム肉のピリ辛炒め。
CP9の紅一点。ロングヘアーに眼鏡をかけた美女。クールな雰囲気だが、天然ボケな一面もある。単刀直入な発言が多く、よく口にする言葉は「セクハラです」「無礼者」。父親もかつてCP9のメンバーであった。
超人系悪魔の実「アワアワの実」の能力者。体から泡を出すことができる「石鹸人間」。出した泡は自在に操ることができ、汚れやくすみはおろか、力や体の起伏すらそぎ落とす。全身を泡で覆うことで防御も可能。能力者になる前はイバラの鞭を武器としていた。
ウォーターセブンでの潜伏任務中はアイスバーグの秘書を務めており、エニエス･ロビー帰還後もフランキーなどからは「秘書」のあだ名で呼ばれている。秘書としては有能で、アイスバーグから高い評価を得ていた。ガレーラの屋敷を襲撃した際は、職人達を圧倒し、ルルを倒した。
エニエス・ロビーでの決戦直前に悪魔の実を食べ、能力者となる。自分の部屋に乗り込んできたサンジと交戦し、実力では及ばなかったが、サンジが女性を攻撃できないために勝利を収める。その後、ナミと交戦し六式と新たに得たアワアワの実の能力で頭脳戦を繰り広げるが、「完成版“天候棒”」の性能に翻弄され、最後は「電光槍（サンダーランス）＝テンポ」で体を貫かれ敗北した。
表紙連載『CP9の任務外報告』では、自身の能力を生かして屋根掃除を手伝い、医療費稼ぎをした。
新世界編ではCP-0の一員になっており、劇場版『RED』では原作に先駆けて登場した。世界会議編では、ビビを拘束したが、ワポルの乱入により逃がしてしまった。
技一覧
六式
しなる指銃「鞭（ウィップ）」
腕を鞭のようにしならせて放つ「指銃」。
イバラロード
「月歩」で空中を飛び回りながらイバラのムチを振り回す。
アワアワの実
泡使い（バブルマスター）
生み出した泡を操る。
石鹸羊（ソープ・シープ）
体全体を羊のように泡で覆う。
羊雲リラックス泡（ひつじぐもリラックスアワー）
「石鹸羊」状態で、泡を相手周辺に放つ。
羊雲大津波（ひつじぐもタイダル・ウェイブ）
「羊雲リラックス泡」の最大版。泡が津波のように相手を覆い潰す。
ゴールデン泡（アワー）
相手に触れた部分をつるつるにし、体の起伏を無くす。
ジャブラ
声 - 高塚正也
CP9諜報部員→CP-0諜報部員。道力2180。
「北の海」出身。35歳→37歳。誕生日は6月5日。身長212cm。ふたご座。血液型S型。好物は子羊のロースト。
中国風の装いをした辮髪の男。左目に大きな傷痕があり、サングラスをかけている。殺し屋らしく、標的はいたぶる事はせずに瞬殺するべきだと考えている。ルッチとカクを何かとライバル視している。かつて給仕職のギャサリンに一目惚れしていたが、フラれた挙げ句にフクロウがこの事を衛兵達に話してしまったため、たちまちこの話題はエニエス・ロビーで広まってしまった。笑い声は「ぎゃはははは」。
動物系悪魔の実「イヌイヌの実 モデル"狼（ウルフ）"」の能力者。CP9の六式使いで唯一、全身「鉄塊」状態で動くことができ、それを利用し編み出した「鉄塊拳法」を駆使する。人獣型では狼の鋭い爪牙により六式の技はさらに強化される。
エニエス・ロビーではそげキング（ウソップ）と対峙し、卑怯なウソで彼を追い詰めるものの、サンジに阻まれる。サンジと激闘を繰り広げ一時は優位に進めたが、ロビンを侮辱したことでサンジの怒りを買い、新技「悪魔風脚」に圧倒され、最後は「画竜点睛（フランバージュ）ショット」で地面に叩きつけられ敗北した。
表紙連載『CP9の任務外報告』では、セントポプラでルッチの医療費の為に、ブルーノと共に火の輪くぐりなどの芸をして金を稼いだ。
新世界編では、CP-0の一員になっている。世界会議編ではビビを拘束したが、ワポルの乱入により逃がしてしまった。
制作時の初期の名称は「シャキイン」。
技一覧
六式
十指銃（ジュッシガン）
両手の付け根を合わせて攻撃する、十本の指による「指銃」。
月光十指銃（ゲッコウジュッシガン）
「月歩」で勢いをつけ、空中から放つ「十指銃」。
嵐脚「孤狼（ころう）」
波のように跳ねていく「嵐脚」。
嵐脚「群狼連星（ルーパスフォール）」
4体の狼の形をした「嵐脚」。
鉄塊拳法
狼弾（オオカミハジキ）
「鉄塊」をかけた両腕で敵を弾き飛ばす。
狼牙（ろうが）の構え
「鉄塊」をかけた防御技での構え。
狼芭（ろうば）の構え
腰を落とした状態で両手をつき、体を浮かせた構え。
狼狩エリア・ネットワーク（ろうかる - ）
「狼芭の構え」から四方八方に浴びせる斬撃。
重歩狼（ドン・ポー・ロウ）
「鉄塊」をかけた手で放つ強力なパンチ。
魔天狼（マテンロウ）
「鉄塊」をかけた両足で敵を蹴り上げる。
クマドリ
声 - 吉田裕秋
CP9諜報部員→CP-0諜報部員。道力810。
「南の海」出身。34歳→36歳。誕生日は2月20日。身長318cm。うお座。血液型X型。好物は酒、味噌汁。
顔に隈取を入れた大男。「よよいっ」という口癖を持ち、常に歌舞伎役者のような言動を取る。普段は右目を閉じているが、本気になると開き、獅子のような雄叫びを上げながら暴れ回る。事あるごとに「天国のおっかさん」と口にするが、実は母親はまだ健在である。母親の名前はクマドリヤマンバ子で、職業は息子同様殺し屋（ただし、CP9のメンバーではない）。他のメンバーが表立って馬鹿にするスパンダムにも、それなりに忠誠心を抱いている模様。
錫杖を武器とする。「生命帰還」という技で自分の体の隅々まで意識を届かせ、自身の髪の毛・体型などを自在に操ることができる。
エニエス・ロビーでは最初にナミと戦い、彼女を全く寄せ付けないほどの実力を見せつける。さらにナミと交代したチョッパーも圧倒したが、ランブルボールを3つ服用し怪物と化したチョッパーには全く敵わず惨敗した。
表紙連載『CP9の任務外報告』では、ルッチのために医療費興行を行った。
新世界編では、CP-0の一員になっている。
制作時の初期の名称は「アポロ」。
技一覧
六式
指銃「Q（キュー）」
錫杖をビリヤードのキューの如く扱い、「指銃」の速度で相手を撃ち抜く。
獅子樺蕪（シシカバブ）
錫杖の先に火を灯して放つ「指銃『Q』」。
嵐脚「蓮華（れんげ）」
渦巻きのような軌道で放つ「嵐脚」。
鉄塊「剛（ごう）」
最強強度の「鉄塊」。
生命帰還
春・吟・情（はる・ぎん・じょう）
髪の毛を操って相手を拘束し、後ろ向きの相手を錫杖で突く。
柳・吟・情（やな・ぎん・じょう）
髪の毛を操って相手を拘束し、正面を向いた相手を錫杖で突く。
消化・吸収
食べ物の消化と吸収を素早く行う。
髪縛り
髪の毛を操り、相手を掴んだり締め付ける。そのまま絞殺することも可能。
獅子指銃（シシシガン）
髪の毛で多数の指を形作り、連続で「指銃」を放つ。
フクロウ
声 - 渡辺久美子
CP9諜報部員→CP-0諜報部員。異名は「音無しのフクロウ」。道力800。
「偉大なる航路」出身。29歳→31歳。誕生日は6月29日。身長331cm。かに座。血液型S型。好物はチャパティ。
クマドリ以上に大きく、丸っこい体つきの男。噂好きで口が軽いため、口におしゃべり防止用のチャックが付いているが、事あるごとに口を開けて何でも喋ってしまう。そのため、作戦が外部に漏れることも珍しくない模様。新世界編では丸サングラスをかけている。笑い声は「チャパパ」。
六式使いの中でも「剃」の達人を自称し、梟のように無音で近づき、任務を遂行する。また、六式遊技「手合」によって仲間の道力値を測ることができる。
ルッチ達がウォーターセブンから帰還する前は、ジャブラやクマドリと共に革命軍支部長暗殺計画を実行していた。エニエス・ロビーではフランキーと交戦。六式使いに有利な空中戦に持ち込んだが、フランキーケンタウロスで両足を封じられ、「風来砲」で地面に叩きつけられ敗北した。
表紙連載『CP9の任務外報告』では、カクのキリンの能力を用いた有料滑り台の会計兼階段を務め、医療費稼ぎをした。
新世界編では、CP-0の一員になっている。
技一覧
六式
六式遊戯「手合（てあわせ）」
攻撃を受けることによって、相手の体技の強さを測る。
獣厳（ジュゴン）
「指銃」の速度で打ち抜く超重量パンチ。
「獣厳」奥義 梟叩き（フクロだたき）
「剃」を利用して相手を取り囲むように動き、「獣厳」を連打する。
鉄塊玉（テッカイダマ）
「鉄塊」状態かつ「剃」の速度で高速回転して相手に突っ込む。
超側転鉄塊玉
側転を加えた「鉄塊玉」。
紙絵「軟泥（スライム）」
体をスライムの様に変形させて攻撃を避ける。

#### その他のメンバー
ゲルニカ
声 - 鈴木勝美（ドレスローザ編）、宮崎寛務（ワノ国編）
CP-0諜報部員。
「西の海」出身。42歳没。誕生日は10月25日。身長243cm。さそり座。血液型F型。好物はにんにく。
右目周辺に縫い傷が入った白い仮面をつけた男。白いハットを被っている。五老星から特級のエージェントと称される実力者。常に忠実に任務を遂行する男だが、自分と近い立場にありながら、己の正義を貫いて行動したドレークのことは羨ましく思っていた。「武装色」と「見聞色」の覇気使い。
ドレスローザ編では、ドフラミンゴの七武海脱退が誤報である旨を国民に伝えた。ワノ国編ではオロチと武器取引の交渉を行うも、Dr.ベガパンクの要求などの無理難題を突きつけられ交渉は難航した。
鬼ヶ島決戦では、当初両者の戦いを静観していたが、ルッチからの指示を受けてロビンを連行するため動き出す。その途中でドレークやアプーと交戦し、手傷を負いながらも勝利する。マハが倒れた直後、カイドウと交戦中のルフィを消すよう五老星からの勅命を受け、理不尽な命令に反発しながらも行動を移そうとした矢先、ドレークの奇襲を受け深手を負う。ドレークを再び返り討ちにするとドーム屋上に向かい、ルフィを妨害することでカイドウにルフィを始末させることに成功。カイドウの逆鱗に触れることは覚悟の上であったため、一切の抵抗をせず怒れるカイドウの一撃を受け入れた。しかしこの横槍は皮肉にもゴムゴムの実の「覚醒」を促すこととなった。死の間際、「ギア5」状態のルフィの写真を海軍へ送った。
ヨセフ
声 - 山口太郎
CP-0諜報部員。
縦縞模様の帽子を被り、顔の右側に二本線が入った仮面をつけた男。
ドレスローザ編、ワノ国編に登場。ゲルニカとマハがロビン捕縛に動いた後も待機していたが、ルフィが「ギア5」を覚醒させると、「月歩」で一足先に鬼ヶ島から脱出した。決戦が終わり、五老星からロビンの確保を念押しされた直後、緑牛から待機を命じられた。
ジスモンダ
声 - 鈴木勝美（『ハートオブゴールド』）
CP-0諜報部員。
赤いしかめっ面の仮面を被った男。ドレスローザ編、世界会議編に登場。
TVスペシャル『ハートオブゴールド』では、ミスキナ・オルガの護送中、マッド・トレジャーに襲撃され、オルガを取り逃がしてしまった。
ステューシー
声 - 金月真美
CP-0諜報部員。ミス・バッキンガム・ステューシーの複製人間。
MADSの研究船出身。36歳。誕生日は4月24日（ス(中国語の4)テュー(2)シ(4)ー）。身長179cm。おうし座。血液型S型。好物はアップルパイ。嫌いな食べ物はジャンクフード。趣味は美容コスメ集め。イメージ動物はコウモリ。
薔薇の付いた帽子を被った女性。見た目は若いが、実年齢は最重要機密事項とされている。高い潜入能力を持つ諜報活動のエキスパートで、裏社会では闇の世界の帝王の一人である「歓楽街の女王」として知られている。ビッグ・マムのお茶会にたびたび招かれており、彼女を「リンリン」と呼ぶ。CP-0としては、キツネの仮面を被る。
動物系悪魔の実「バットバットの実」の能力者。背中にコウモリの翼を生やし、吸血によって相手の意識を奪うことができる。六式を習得しており、作中では「指銃」「月歩」「紙絵」などを使用している。海楼石を口紅に仕込んで携帯している。
36年前、「MADS」に在籍していたミス・バッキンガム・ステューシーのクローン実験成功体第1号として生み出された。10歳の時に孤児としてサイファーポールに引き取られ、それ以来、ベガパンクのスパイとして政府に潜入していた。生みの親であるベガパンクへの思いは強く、彼のためなら命を捨てることをも厭わない。
ホールケーキアイランド編で、お茶会のゲストとして招かれる。騒動の隙に「玉手箱」を奪うため、横取りしようとしたル・フェルドを仕留めるが、玉手箱はホールケーキ城から落ち、爆発してしまった。その後しばらくは島に残っていたが、城の崩壊の原因をルフィになすりつけ、モルガンズの気球で島を離れた。
その後、世界会議編にも登場。エッグヘッド編では、ルッチやカクと共にエッグヘッドに上陸。麦わらの一味と交戦中の2人を裏切って拘束し、失踪した「本体」（ステラ）の捜索に参加する。ヨークの反乱を制圧した後、ベガパンクを抹殺しようとするルッチからステラを庇って重傷を負う。一味が脱出を始めると、ベガパンクの遺志を継いで彼らを逃がすことを志願し、バリアを解除するために「研究層」に留まる。エジソンからはバリアを解除して逃げるよう命じられたが、「ステラがいない今、誰の為に生きればいいのか分からない」と拒否し、崩壊するエッグヘッドに残った。
技一覧
六式
飛ぶ指銃
人差し指の先から空気の塊を弾き飛ばす「指銃」。
紙絵「残身（ざんしん）」
その場に残像を残したまま攻撃を回避する。
マハ
声 - 中國卓郎
CP-0諜報部員。
持ち手が付いた平たいひょっとこのような仮面と、ボサボサの髪が特徴。ワノ国を訪れたCP-0の諜報部員の中では、最も長身。
ワノ国編に登場。鬼ヶ島では、城内地下2階でナンバーズの三鬼を倒す。その後、地下1階でイゾウに戦いを挑まれ、相討ちになった。

### CP9

#### ウォーターセブン編のメンバー
スパンダム
CP9司令長官。
ロブ・ルッチ
CP9諜報部員。
カク
CP9諜報部員。
ジャブラ
CP9諜報部員。
ブルーノ
CP9諜報部員。
クマドリ
CP9諜報部員。
フクロウ
CP9諜報部員。
カリファ
CP9諜報部員。
ネロ
声 - 木内秀信
CP9の新入り。異名は「海イタチのネロ」。
「西の海」出身。20歳→22歳。誕生日は1月26日。身長202cm。みずがめ座。血液型X型。好物はハバネロの肉詰め。
「四式使い」であり、「剃」や「嵐脚」などは扱えるが、「指銃」と「鉄塊」は体得していない。戦闘では拳銃も使用する。口癖は「○○っしょ」「シャウ!」。
海列車の第三車両を守っており、屋根の上でフランキーと対峙。フランキーの弱点を突き追い込んでいくが、油断してフランキーケンタウロスで動きを封じられ、「アルティメットハンマー」を受けて敗北した。その後、生け捕りにすべきフランキーを逆上して殺そうとしたことからルッチに見限られ、逃げ出そうとするも「指銃」を喰らって海へと投げ落とされた。

#### 過去のメンバー
スパンダイン
声 - 小野坂昌也
22年前のCP9司令長官。スパンダムの父親。
「偉大なる航路」出身。64歳→66歳。誕生日は1月19日。身長275cm。やぎ座。血液型XF型。好物はぶりの刺身。
息子同様冷徹かつ、極めて下劣な性格。自分が出世できるような仕事しかやりたがらない。超新星編では、髭を生やして白髪になっている。
22年前、五老星の指令でオハラに派遣され、「歴史の本文」研究の決定的証拠をつかみ、センゴクから譲り受けていたバスターコールを発動させた。オハラから脱出したロビンを目撃し、事件後、ロビンに軍艦6隻を沈めたという罪を被せ、懸賞金をかけた。その後、CP9長官の座を息子に譲った。
表紙連載『CP9の任務外報告』では、息子と共にルッチ達の抹殺を企てていた。新世界編では病床に伏しており、権力が弱まっている。
ラスキー
22年前のCP9諜報部員。カリファとアルファの父。現在の消息は不明。
ツムッシュ・カマヤ
22年前のCP9諜報部員。ラスキーに次ぐ二番手の実力者だった。
フーズ・フー
12年前のCP9諜報部員。現在は百獣海賊団飛び六胞。

### CP8
アルファ
声 - 宮島依里
CP8諜報部員。カリファの妹。
カリファと瓜二つの女性。「月歩」使い。
ソルベ王国に派遣され、表向きは看護師としてボニーを監視し、くまがボニーに送った手紙をすべて破り捨てていた。ボニーが9歳となった頃、自分の素性を知ったボニーの出航を阻止しようとしたが、ニカの如く腕を巨大化させたボニーに殴り倒され、海に落下した。

### CP7
ワンゼ
声 - 高戸靖広
CP7諜報部員。自称「マッドなワンゼ」。
「西の海」出身。26歳→28歳。誕生日は9月4日。身長173cm。おとめ座。血液型F型。好物は目玉焼き。
お料理格闘家で、自称CP7のエース。頭に「ポップアップゴーグル」をつけているが、タマネギを切るときにしか使わない。常に人を小馬鹿にしたような表情で、危機一髪の状況でも表情を変えない。珍妙な顔立ちだが本人は愛着を持っており、サンジの蹴りで美男子に変えられた時は「おれの個性を返せ」と涙まで流して激怒していた。笑い声は「さっさっさーっ」。
食物を駆使した体技「ラーメン拳法」の使い手。練り上げると金属並の硬度になる「合金小麦粉」で作った麺を、自在に操る。鼻毛が網目状に交差しており、それを利用して鼻の穴から生麺を作ることができる。
ロビンを護送する海列車で、給仕長を務めていた。ラーメン拳法でサンジを翻弄したが、「食物を粗末に扱った」「おれの前で料理人を名乗った」「仲間を侮辱した」という理由でサンジの怒りを買い、敗北した。
技一覧
拉麺ビーム（ラーメンビーム）
「合金小麦粉」を口の中でこねて麺を作り、鼻の穴から打ち出す。
麺切り炎包丁（ - ファイアスケート）
車輪が刃物で出来ているスケートを使い、摩擦熱で発火させた状態から回し蹴りを放つ。
ラーメン拳法奥義「麺ズ正装スーツ（メンズフォーマルスーツ）」
鍛えに鍛えた麺を身に纏う食べられる夢の戦闘服。細かい麺の塊のため、相手から攻撃されてもその者の手足が麺に挟まって抜けなくなり容易には近づけない。弱点は頭だが「拉麺ビーム」で迎撃することで防御している。
豚骨スパンク
「麺ズ正装スーツ」を装着してのパンチ。
麺魂（メンソウル）プレス
「麺ズ正装スーツ」を装着してのボディプレス。
ラーメンギョーザセット クラッピング
「麺ズ正装スーツ」の両腕部分の麺を伸ばし、相手に叩きつけ攻撃する。
複麺スパンク
「麺ズ正装スーツ」の腕や胴体部の麺を「麺ズ拳（メンズフィスト）」という拳状にし、無数のパンチを繰り出す。
千麺ムチ
「麺ズ正装スーツ」の麺を伸ばし、鞭のように攻撃する。
麺杭ノッカー
「麺ズ正装スーツ」の両足部分の麺を伸ばし、相手に突き刺す。
庖丁投げ
包丁を投げつける。
ラーメン拳法裏秘伝「麺切り毒庖丁」
触れたら死ぬほどの猛毒を塗った巨大な包丁で攻撃する。

### CP6
ジェリー
声 - 楠見尚己
CP6諜報部員。
「南の海」カラテの島出身。44歳→46歳。誕生日は2月22日。身長676cm。うお座。血液型XF型。好物は巻き寿司、トルネードポテト。
「南の海」にある「カラテの島」出身のボクシングチャンピオンだが、足技も使う。非常に長身で、海列車の中では腰を曲げた状態で乗るのが精一杯だった。
海列車に侵入したサンジを迎え撃つが、容易く倒された。
技一覧
オーロラフリッカージャブ
頭上からフリッカージャブを連続で繰り出す。
ヨガ・スタイル
ヨガのように両足を頭の後ろで組んだ状態からパンチを繰り出す。相手にリーチが短くなったと思わせ油断させる技。
スクリュードロップキック
回転を加えたドロップキック。
ジャバリ
声 - 宮崎寛務
CP6諜報部員。世界会議閉幕後、アタッチに変装して世界経済新聞社に潜入し、情報の揉み消しを図ったが、モルガンズに返り討ちにされ失敗した。